# Ronde van Spanje 2011/Startlijst
Hier een volledige lijst met deelnemers aan de Ronde van Spanje 2011

## Overzicht

### Liquigas-Cannondale
| rugnummer | renner             | prestaties deze ronde            | opmerkingen | eindklassering |
| --------- | ------------------ | -------------------------------- | ----------- | -------------- |
| 1         | Vincenzo Nibali    |                                  |             | 7e             |
| 2         | Eros Capecchi      |                                  |             | 21e            |
| 3         | Damiano Caruso     |                                  |             | 74e            |
| 4         | Mauro Da Dalto     |                                  |             | 147e           |
| 5         | Alan Marangoni     |                                  |             | 138e           |
| 6         | Dominik Nerz       |                                  |             | 38e            |
| 7         | Peter Sagan        | Winnaar: 6e etappe en 12e etappe |             | 121e           |
| 8         | Valerio Agnoli     |                                  |             | 105e           |
| 9         | Francesco Bellotti |                                  |             | 109e           |

### AG2R-La Mondiale
| rugnummer | renner              | prestaties deze ronde | opmerkingen | eindklassering |
| --------- | ------------------- | --------------------- | ----------- | -------------- |
| 11        | Nicolas Roche       |                       |             | 16e            |
| 12        | Guillaume Bonnafond |                       |             | 26e            |
| 13        | Dimitri Champion    |                       |             | 95e            |
| 14        | Cyril Dessel        |                       |             | 60e            |
| 15        | Steve Houanard      |                       |             | 133e           |
| 16        | David Le Lay        |                       |             | 51e            |
| 17        | Lloyd Mondory       |                       |             | 84e            |
| 18        | Matteo Montaguti    |                       |             | 76e            |
| 19        | Mathieu Perget      |                       |             | 24e            |

### Andalucía-Caja Granada
| rugnummer | renner               | prestaties deze ronde | opmerkingen        | eindklassering |
| --------- | -------------------- | --------------------- | ------------------ | -------------- |
| 21        | David Bernabéu       |                       |                    | 90e            |
| 22        | José Alberto Benitez |                       |                    | 130e           |
| 23        | Antonio Cabello      |                       |                    | 165e           |
| 24        | Juan José Lobato     |                       | Opgave: 11e etappe | DNF            |
| 25        | Adrián Palomares     |                       |                    | 114e           |
| 26        | Antonio Piedra       |                       |                    | 72e            |
| 27        | José Luis Roldán     |                       |                    | 98e            |
| 28        | Jesús Rosendo        |                       |                    | 99e            |
| 29        | José Toribio Alcolea |                       |                    | 134e           |

### BMC Racing Team
| rugnummer | renner             | prestaties deze ronde | opmerkingen        | eindklassering |
| --------- | ------------------ | --------------------- | ------------------ | -------------- |
| 31        | Mathias Frank      |                       |                    | 94e            |
| 32        | Martin Kohler      |                       |                    | 111e           |
| 33        | Taylor Phinney     |                       | Opgave: 13e etappe | DNF            |
| 34        | Manuel Quinziato   |                       |                    | 131e           |
| 35        | Mauro Santambrogio |                       |                    | 88e            |
| 36        | Ivan Santaromita   |                       |                    | 117e           |
| 37        | Johann Tschopp     |                       | Opgave: 6e etappe  | DNF            |
| 38        | Greg Van Avermaet  |                       |                    | 83e            |
| 39        | Karsten Kroon      |                       | Opgave: 14e etappe | DNF            |

### Cofidis
| rugnummer | renner              | prestaties deze ronde                 | opmerkingen        | eindklassering |
| --------- | ------------------- | ------------------------------------- | ------------------ | -------------- |
| 41        | Yoann Bagot         |                                       |                    | 116e           |
| 42        | Nicolas Edet        |                                       | Opgave: 8e etappe  | DNF            |
| 43        | Luis Ángel Maté     |                                       |                    | 63e            |
| 44        | David Moncoutié     | Winnaar: 11e etappe en Bergklassement |                    | 37e            |
| 45        | Aleksejs Saramotins |                                       |                    | 166e           |
| 46        | Nico Sijmens        |                                       |                    | 73e            |
| 47        | Rein Taaramäe       | Winnaar: 14e etappe                   | Opgave: 17e etappe | DNF            |
| 48        | Nicolas Vogondy     |                                       | Opgave: 6e etappe  | DNF            |
| 49        | Julien Fouchard     |                                       |                    | 137e           |

### Euskaltel-Euskadi
| rugnummer | renner         | prestaties deze ronde | opmerkingen | eindklassering |
| --------- | -------------- | --------------------- | ----------- | -------------- |
| 51        | Igor Antón     | Winnaar: 19e etappe   |             | 33             |
| 52        | Iñaki Isasi    |                       |             | 71             |
| 53        | Egoi Martínez  |                       |             | 55             |
| 54        | Mikel Nieve    |                       |             | 10             |
| 55        | Juan José Oroz |                       |             | 50             |
| 56        | Amets Txurruka |                       |             | 30             |
| 57        | Gorka Verdugo  |                       |             | 36             |
| 58        | Jorge Azanza   |                       |             | 97             |
| 59        | Pierre Cazaux  |                       |             | 148            |

### Geox-TMC
| rugnummer | renner             | prestaties deze ronde | opmerkingen       | eindklassering |
| --------- | ------------------ | --------------------- | ----------------- | -------------- |
| 61        | Juan José Cobo     | Winnaar: 15e etappe   |                   | 1              |
| 62        | David Blanco       |                       |                   | 47             |
| 63        | David de la Fuente |                       |                   | 35             |
| 64        | Fabio Duarte       |                       |                   | 39             |
| 65        | Denis Mensjov      |                       |                   | 5              |
| 66        | Carlos Sastre      |                       |                   | 20             |
| 67        | Mauricio Ardila    |                       | Opgave: 5e etappe | DNF            |
| 68        | Matthias Brändle   |                       |                   | 155            |
| 69        | Dmitri Kozontsjoek |                       |                   | 122            |

### Team HTC-High Road
| rugnummer | renner              | prestaties deze ronde | opmerkingen              | eindklassering |
| --------- | ------------------- | --------------------- | ------------------------ | -------------- |
| 71        | Michael Albasini    | Winnaar: 13e etappe   |                          | 123            |
| 72        | Mark Cavendish      |                       | Opgave: 4e etappe        | DNF            |
| 73        | John Degenkolb      |                       |                          | 144            |
| 74        | Matthew Goss        |                       | Opgave: 2e etappe        | DNF            |
| 75        | Bert Grabsch        |                       |                          | 136            |
| 76        | Leigh Howard        |                       |                          | 152            |
| 77        | Tony Martin         | Winnaar: 10e etappe   | Niet gestart: 19e etappe | DNF            |
| 78        | Kanstantsin Siwtsow |                       | Opgave: 11e etappe       | DNF            |
| 79        | Martin Velits       |                       |                          | 125            |

### Katjoesja
| rugnummer | renner                 | prestaties deze ronde           | opmerkingen | eindklassering |
| --------- | ---------------------- | ------------------------------- | ----------- | -------------- |
| 81        | Joaquim Rodríguez      | Winnaar: 5e etappe en 8e etappe |             | 19             |
| 82        | Joan Horrach           |                                 |             | 67             |
| 83        | Aljaksandr Koetsjynski |                                 |             | 143            |
| 84        | Alberto Losada         |                                 |             | 46             |
| 85        | Daniel Moreno          | Winnaar: 4e etappe              |             | 9              |
| 86        | Luca Paolini           |                                 |             | 135            |
| 87        | Vladimir Karpets       |                                 |             | 42             |
| 88        | Joeri Trofimov         |                                 |             | 124            |
| 89        | Edoeard Vorganov       |                                 |             | 43             |

### Lampre-ISD
| rugnummer | renner                 | prestaties deze ronde | opmerkingen        | eindklassering |
| --------- | ---------------------- | --------------------- | ------------------ | -------------- |
| 91        | Michele Scarponi       |                       | Opgave: 14e etappe | DNF            |
| 92        | Marco Marzano          |                       |                    | 61             |
| 93        | Manuele Mori           |                       |                    | 107            |
| 94        | Przemysław Niemiec     |                       |                    | 54             |
| 95        | Aitor Pérez            |                       |                    | 106            |
| 96        | Alessandro Petacchi    |                       |                    | 100            |
| 97        | Daniele Righi          |                       |                    | 141            |
| 98        | Alessandro Spezialetti |                       | Opgave: 16e etappe | DNF            |
| 99        | Francesco Gavazzi      | Winnaar: 18e etappe   |                    | 58             |

### Team Leopard-Trek
| rugnummer | renner            | prestaties deze ronde            | opmerkingen              | eindklassering |
| --------- | ----------------- | -------------------------------- | ------------------------ | -------------- |
| 101       | Daniele Bennati   | Winnaar: 1e etappe en 20e etappe |                          | 112            |
| 102       | Fabian Cancellara | Winnaar: 1e etappe               | Niet gestart: 17e etappe | DNF            |
| 103       | Jakob Fuglsang    | Winnaar: 1e etappe               |                          | 11             |
| 104       | Maxime Monfort    | Winnaar: 1e etappe               |                          | 6              |
| 105       | Stuart O'Grady    | Winnaar: 1e etappe               |                          | 93             |
| 106       | Davide Viganò     | Winnaar: 1e etappe               |                          | 142            |
| 107       | Robert Wagner     | Winnaar: 1e etappe               |                          | 162            |
| 108       | Oliver Zaugg      | Winnaar: 1e etappe               | Niet gestart: 18e etappe | DNF            |
| 109       | Thomas Rohregger  | Winnaar: 1e etappe               |                          | 28             |

### Team Movistar
| rugnummer | renner                     | prestaties deze ronde | opmerkingen        | eindklassering |
| --------- | -------------------------- | --------------------- | ------------------ | -------------- |
| 111       | Imanol Erviti              |                       |                    | 126            |
| 112       | José Vicente García Acosta |                       | Opgave: 5e etappe  | DNF            |
| 113       | Beñat Intxausti            |                       |                    | 86             |
| 114       | Ignatas Konovalovas        |                       | Opgave: 17e etappe | DNF            |
| 115       | Pablo Lastras              | Winnaar: 3e etappe    |                    | 44             |
| 116       | David López García         |                       | Opgave: 17e etappe | DNF            |
| 117       | Sergio Pardilla            |                       | Opgave: 17e etappe | DNF            |
| 118       | Marzio Bruseghin           |                       |                    | 14             |
| 119       | Ángel Madrazo              |                       | Opgave: 18e etappe | DNF            |

### Omega Pharma-Lotto
| rugnummer | renner                | prestaties deze ronde | opmerkingen | eindklassering |
| --------- | --------------------- | --------------------- | ----------- | -------------- |
| 121       | Jan Bakelants         |                       |             | 31             |
| 122       | Francis De Greef      |                       |             | 29             |
| 123       | Gert Dockx            |                       |             | 91             |
| 124       | Adam Hansen           |                       |             | 129            |
| 125       | Vicente Reynés        |                       |             | 87             |
| 126       | Jurgen Van De Walle   |                       |             | 127            |
| 127       | Jurgen Van den Broeck |                       |             | 8              |
| 128       | Olivier Kaisen        |                       |             | 62             |
| 129       | Sebastian Lang        |                       |             | 77             |

### Astana
| rugnummer | renner               | prestaties deze ronde | opmerkingen | eindklassering |
| --------- | -------------------- | --------------------- | ----------- | -------------- |
| 131       | Fredrik Kessiakoff   |                       |             | 34             |
| 132       | Enrico Gasparotto    |                       |             | 78             |
| 133       | Tanel Kangert        |                       |             | 64             |
| 134       | Andrej Kasjetsjkin   |                       |             | 89             |
| 135       | Robert Kišerlovski   |                       |             | 18             |
| 136       | Andrej Mizoerov      |                       |             | 59             |
| 137       | Jevgeni Petrov       |                       |             | 65             |
| 138       | Aleksandr Djatsjenko |                       |             | 102            |
| 139       | Josep Jufré          |                       |             | 57             |

### Quick Step
| rugnummer | renner             | prestaties deze ronde | opmerkingen              | eindklassering |
| --------- | ------------------ | --------------------- | ------------------------ | -------------- |
| 141       | Tom Boonen         |                       | Niet gestart: 16e etappe | DNF            |
| 142       | Dario Cataldo      |                       |                          | 132            |
| 143       | Sylvain Chavanel   |                       |                          | 27             |
| 144       | Marc de Maar       |                       |                          | 82             |
| 145       | Kevin De Weert     |                       |                          | 91             |
| 146       | Nikolas Maes       |                       |                          | 151            |
| 147       | Davide Malacarne   |                       |                          | 56             |
| 148       | Kevin Seeldraeyers |                       |                          | 23             |
| 149       | Kristof Vandewalle |                       |                          | 104            |

### Rabobank
| rugnummer | renner             | prestaties deze ronde | opmerkingen       | eindklassering |
| --------- | ------------------ | --------------------- | ----------------- | -------------- |
| 151       | Carlos Barredo     |                       |                   | 45             |
| 152       | Matti Breschel     |                       | Opgave: 6e etappe | DNF            |
| 153       | Óscar Freire       |                       | Opgave: 8e etappe | DNF            |
| 154       | Juan Manuel Gárate |                       |                   | 66             |
| 155       | Steven Kruijswijk  |                       |                   | 41             |
| 156       | Paul Martens       |                       |                   | 119            |
| 157       | Bauke Mollema      |                       |                   | 4              |
| 158       | Luis León Sánchez  |                       |                   | 53             |
| 159       | Tom-Jelte Slagter  |                       |                   | 75             |

### Saxo Bank-Sungard
| rugnummer | renner               | prestaties deze ronde | opmerkingen              | eindklassering |
| --------- | -------------------- | --------------------- | ------------------------ | -------------- |
| 161       | Chris Anker Sørensen |                       |                          | 12             |
| 162       | Mads Christensen     |                       |                          | 160            |
| 163       | Volodymyr Hoestov    |                       |                          | 81             |
| 164       | Juan José Haedo      | Winnaar: 16e etappe   |                          | 157            |
| 165       | Jonas Aaen Jørgensen |                       |                          | 139            |
| 166       | Rafał Majka          |                       | Niet gestart: 17e etappe | DNF            |
| 167       | Jarosław Marycz      |                       |                          | 149            |
| 168       | Nick Nuyens          |                       |                          | 161            |
| 169       | Nicki Sørensen       |                       |                          | 120            |

### Skil-Shimano
| rugnummer | renner              | prestaties deze ronde | opmerkingen              | eindklassering |
| --------- | ------------------- | --------------------- | ------------------------ | -------------- |
| 171       | Alexandre Geniez    |                       |                          | 159            |
| 172       | Yukihiro Doi        |                       |                          | 150            |
| 173       | Johannes Fröhlinger |                       |                          | 49             |
| 174       | Simon Geschke       |                       |                          | 115            |
| 175       | Marcel Kittel       | Winnaar: 7e etappe    | Niet gestart: 13e etappe | DNF            |
| 176       | Albert Timmer       |                       |                          | 164            |
| 177       | Tom Veelers         |                       |                          | 167            |
| 178       | Roy Curvers         |                       |                          | 156            |
| 179       | Koen de Kort        |                       |                          | 68             |

### Sky ProCycling
| rugnummer | renner             | prestaties deze ronde | opmerkingen       | eindklassering |
| --------- | ------------------ | --------------------- | ----------------- | -------------- |
| 181       | Kurt-Asle Arvesen  |                       | Opgave: 6e etappe | DNF            |
| 182       | Dario Cioni        |                       |                   | 145            |
| 183       | Chris Froome       | Winnaar: 17e etappe   |                   | 2              |
| 184       | Thomas Lövkvist    |                       |                   | 52             |
| 185       | Morris Possoni     |                       |                   | 80             |
| 186       | Ian Stannard       |                       |                   | 128            |
| 187       | Christopher Sutton | Winnaar: 2e etappe    |                   | 163            |
| 188       | Bradley Wiggins    |                       |                   | 3              |
| 189       | Xabier Zandio      |                       |                   | 69             |

### Team Garmin-Cervélo
| rugnummer | renner              | prestaties deze ronde | opmerkingen             | eindklassering |
| --------- | ------------------- | --------------------- | ----------------------- | -------------- |
| 191       | Tyler Farrar        |                       | Opgave: 8e etappe       | DNF            |
| 192       | Murilo Fischer      |                       | Niet gestart: 9e etappe | DNF            |
| 193       | Heinrich Haussler   |                       |                         | 103            |
| 194       | Andreas Klier       |                       |                         | 158            |
| 195       | Christophe Le Mével |                       |                         | 40             |
| 196       | Daniel Martin       | Winnaar: 9e etappe    |                         | 13             |
| 197       | Andrew Talansky     |                       |                         | 79             |
| 198       | Johan Vansummeren   |                       |                         | 70             |
| 199       | Sep Vanmarcke       |                       |                         | 140            |

### Team RadioShack
| rugnummer | renner            | prestaties deze ronde | opmerkingen        | eindklassering |
| --------- | ----------------- | --------------------- | ------------------ | -------------- |
| 201       | Janez Brajkovič   |                       |                    | 22             |
| 202       | Matthew Busche    |                       |                    | 113            |
| 203       | Markel Irizar     |                       |                    | 96             |
| 204       | Andreas Klöden    |                       | Opgave: 13e etappe | DNF            |
| 205       | Geoffroy Lequatre |                       |                    | 110            |
| 206       | Tiago Machado     |                       |                    | 32             |
| 207       | Nélson Oliveira   |                       |                    | 118            |
| 208       | Sérgio Paulinho   |                       |                    | 85             |
| 209       | Haimar Zubeldia   |                       |                    | 25             |

### Vacansoleil-DCM
| rugnummer | renner           | prestaties deze ronde | opmerkingen             | eindklassering |
| --------- | ---------------- | --------------------- | ----------------------- | -------------- |
| 211       | Matteo Carrara   |                       |                         | 146            |
| 212       | Stijn Devolder   |                       |                         | 154            |
| 213       | Michał Gołaś     |                       | Niet gestart: 8e etappe | DNF            |
| 214       | Martijn Keizer   |                       |                         | 153            |
| 215       | Sergej Lagoetin  |                       |                         | 15             |
| 216       | Pim Ligthart     |                       |                         | 108            |
| 217       | Wout Poels       |                       |                         | 17             |
| 218       | Santo Anzà       |                       |                         | 48             |
| 219       | Roeslan Pidhorny |                       |                         | 101            |

## Deelnemers per land
| Deelnemers | Land                                                                                               |
| ---------- | -------------------------------------------------------------------------------------------------- |
| 43         | Spanje                                                                                             |
| 29         | Italië                                                                                             |
| 18         | België                                                                                             |
| 17         | Frankrijk                                                                                          |
| 12         | Duitsland                                                                                          |
| 11         | Nederland                                                                                          |
| 6          | Australië, Denemarken, Rusland, Zwitserland                                                        |
| 4          | Verenigd Koninkrijk, Polen, Verenigde Staten                                                       |
| 3          | Kazachstan, Portugal                                                                               |
| 2          | Colombia, Estland, Ierland, Oekraïne, Oostenrijk, Slowakije, Wit-Rusland, Zweden                   |
| 1          | Argentinië, Brazilië, Curaçao, Japan, Kroatië, Letland, Litouwen, Noorwegen, Oezbekistan, Slovenië |

1e etappe ·
2e etappe ·
3e etappe ·
4e etappe ·
5e etappe ·
6e etappe ·
7e etappe ·
8e etappe ·
9e etappe ·
10e etappe ·
11e etappe ·
12e etappe ·
13e etappe ·
14e etappe ·
15e etappe ·
16e etappe ·
17e etappe ·
18e etappe ·
19e etappe ·
20e etappe ·
21e etappe
Startlijst · Eindstanden · Afbeeldingen